# 保安军
保安军，北宋时设置的军。
太平兴国二年（977年）升永康镇置，治所在今陕西省志丹县。属陕西路。辖境约当今陕西省志丹、吴旗两县地。金朝大定二十二年（1182年）升为保安州。